# Melanothrix xanthomelas
Melanothrix xanthomelas är en fjärilsart som beskrevs av Embrik Strand 1924. Melanothrix xanthomelas ingår i släktet Melanothrix och familjen Eupterotidae. Inga underarter finns listade i Catalogue of Life.